# Z1

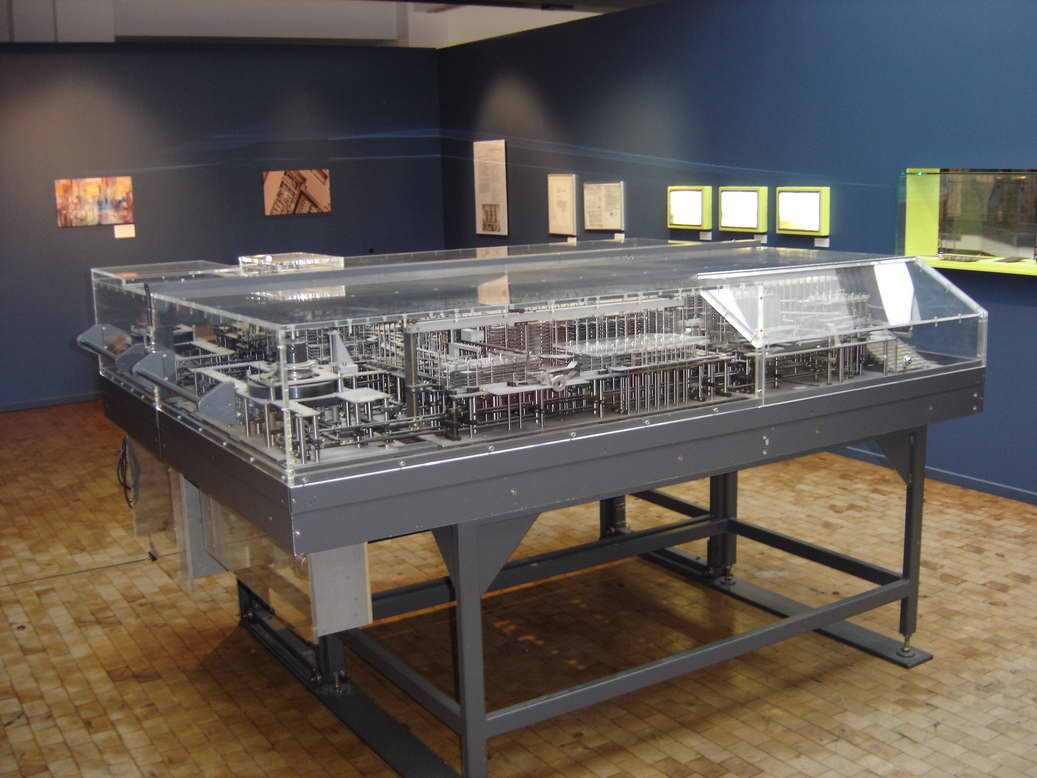
Réplica de la Z1 en el Museo Alemán de la Tecnología de Berlín.

La Z1 fue una computadora electro-mecánica diseñada por Konrad Zuse desde 1936 hasta 1937 y construida por él desde 1936 hasta 1938. Era una calculadora binaria, mecánica, de accionamiento eléctrico, con programación limitada, que leía instrucciones de una película de celuloide perforada.
La Z1 fue la primera computadora libremente programable en el mundo que usó lógica booleana y números de coma flotante binarios, sin embargo, no era fiable en la operación. Se completó en 1938 y se financió completamente con fondos privados. Esta computadora fue destruida en el bombardeo de Berlín en diciembre de 1943, durante la Segunda Guerra Mundial, junto con todos los planos de construcción. 
La Z1 fue la primera de una serie de computadoras que Zuse diseñó. Su nombre original fue "V1" de VersuchsModell 1 (que significa Modelo Experimental 1). Después de la Segunda Guerra Mundial, pasó a llamarse "Z1" para diferenciarse de las bombas volantes diseñadas por Robert Lusser. La Z2 y la Z3 fueron seguimientos basados en muchas de las mismas ideas que la Z1.

## Diseño

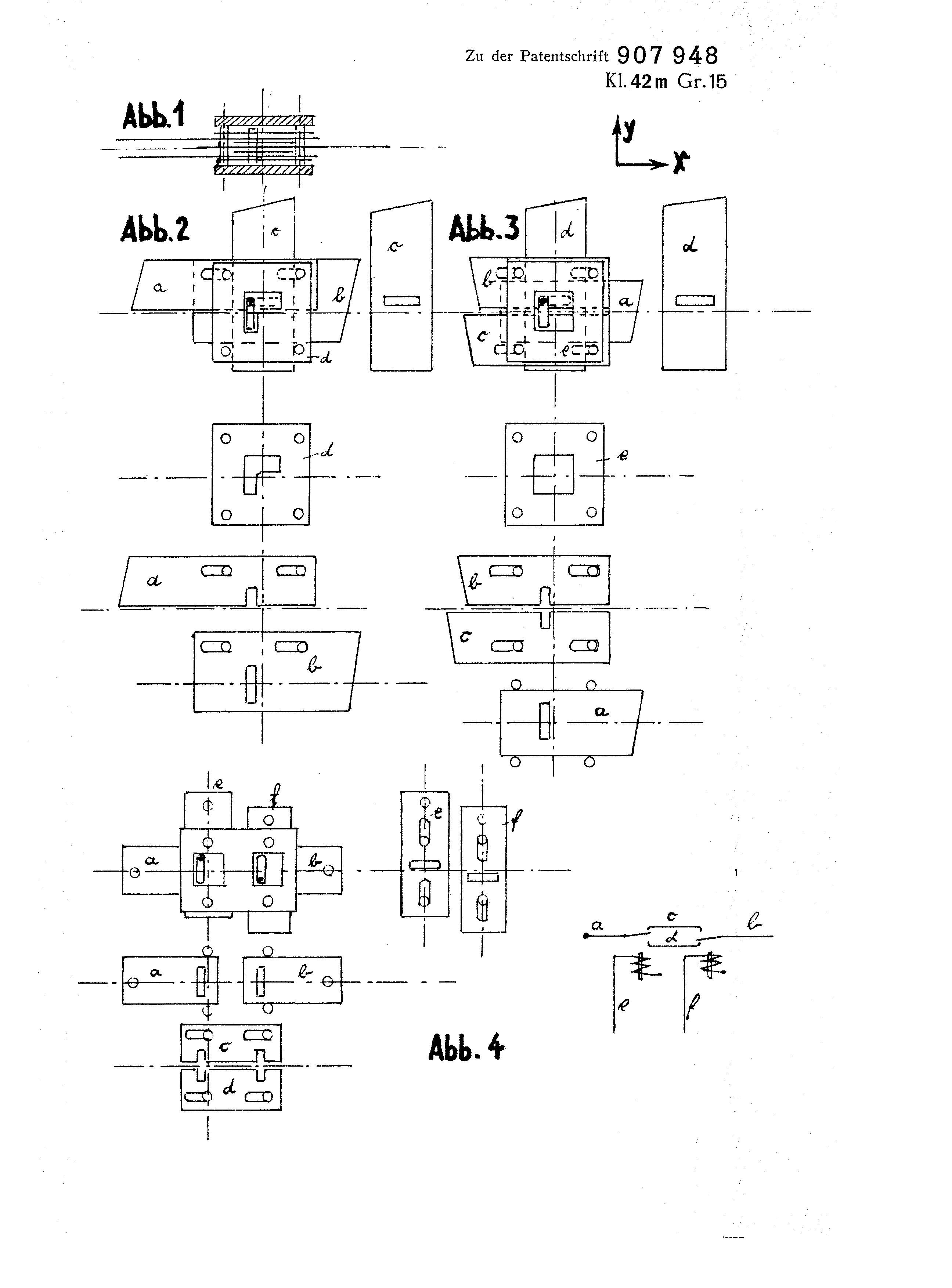
Diagramas de la patente de Zuse de mayo de 1936 para un elemento de conmutación binario que utiliza un mecanismo de varillas deslizantes planas. La Z1 se basaba en tales elementos.

La Z1 contenía casi todas las partes de una computadora moderna, es decir, unidad de control, memoria, micro secuencias, lógica de coma flotante y dispositivos de entrada-salida. La Z1 era libremente programable mediante cinta perforada y un lector de cinta perforada. Había una clara separación entre el lector de cinta perforada, la unidad de control para supervisar toda la máquina y la ejecución de las instrucciones, la unidad aritmética y los dispositivos de entrada y salida. La unidad de cinta de entrada lee las perforaciones en una película de 35 milímetros.
La Z1 era un sumador y un restador de valor de coma flotante de 22 bits, con cierta lógica de control que le permitía ser capaz de realizar operaciones más complejas como la multiplicación (mediante sumas repetidas) y la división (mediante restas repetidas). El conjunto de instrucciones de la Z1 tenía nueve instrucciones y requería entre uno y veinte ciclos por instrucción.
La Z1 tenía una memoria de coma flotante de 64 palabras, donde cada palabra de la memoria se podía leer y escribir en la unidad de control. Las unidades de memoria mecánica eran únicas en su diseño y fueron patentadas por Konrad Zuse en 1936. La máquina solo era capaz de ejecutar instrucciones mientras leía desde el lector de cinta perforada, por lo que el programa en sí no se cargaba por completo en la memoria interna de antemano. 
Las entradas y la salidas eran números decimales con exponente decimal y las unidades tenían una maquinaria especial para convertirlos a y desde números binarios. Las instrucciones de entrada y salida eran leídas o escritas como números de coma flotante. El programa de cinta era una película de 35 mm con las instrucciones codificadas perforadas en agujeros, utilizaba un sistema binario, un sistema a base de 2 estados.

## Construcción
"Z1 era una máquina de aproximadamente 1000 kg de peso, que consistía en unas 20000 piezas. Era una computadora programable, basada en números binarios de coma flotante y un sistema de conmutación binario. Consistía completamente en hojas delgadas de metal, que Zuse y sus amigos produjeron usando una sierra de calar". "El dispositivo de entrada [datos] era un teclado... Los programas de la Z1 (Zuse los llamó Rechenpläne, planos de computación) se almacenaban en cintas perforadas mediante un código de 8 bits".
La construcción de la Z1 fue financiada de forma privada. Zuse obtuvo dinero de sus padres, su hermana Lieselotte, algunos estudiantes de la fraternidad AV Motiv (cf.  Helmut Schreyer) y Kurt Pannke (un fabricante de máquinas calculadoras en Berlín) para hacerla. 
Zuse construyó la Z1 en el apartamento de sus padres; de hecho, se le permitió usar la sala de estar para su construcción. En 1936, Zuse renunció a su trabajo en la construcción de aviones para construir la Z1. 
Se dice que Zuse utilizó "tiras finas de metal" y quizás "cilindros de metal" o placas de vidrio para construir la Z1. Probablemente no contenía relés comerciales (aunque se dice que la Z3 usó unos cuantos relés telefónicos). La única unidad eléctrica era un motor eléctrico para dar la frecuencia de reloj de 1 Hz (ciclo por segundo) a la máquina. 
La memoria se construyó a partir de tiras finas de metal ranurado y pines pequeños, y resultó ser más rápida, más pequeña y más confiable que los relés. La Z2 usó la memoria mecánica de la Z1, pero usó aritmética basada en relés. La Z3 fue construida completamente de relés a manera de experimento. La Z4 fue el primer intento de una computadora comercial, volviendo a la memoria de tiras de metal con ranuras mecánicas, más rápida y económica, con procesamiento de relé de la Z2, pero la guerra interrumpió el desarrollo de la Z4.
La Z1 nunca fue muy fiable en la operación por una mala sincronización debida a las tensiones internas y externas en las piezas mecánicas.

## Características
- Memoria: 64 palabras de 22 bits
- Velocidad de reloj: 1 Hz
- Registros: Dos registros de coma flotante de 22 bits cada uno
- Unidad Aritmética: cuatro operaciones básicas (sumar, restar, multiplicar, dividir) para números binarios de coma flotante
- Peso: 1000 kg
- Velocidad media de cálculo: Suma en 5 segundos, multiplicación en 10 segundos
- Área de aplicación: Prototipo
- Entrada: Números decimales en coma flotante
- Salida: Números decimales en coma flotante

## Juego de instrucciones
La máquina disponía de 6 instrucciones únicamente, aritméticas y de manejo de memoria, sin instrucciones de comparación o salto:
- Suma (3 ciclos de reloj)
- Resta (4 o 5 ciclos de reloj dependiendo del resultado)
- Multiplicación (16 ciclos de reloj)
- División (18 ciclos de reloj)

- Leer de la memoria (1 ciclo de reloj)
- Guardar en memoria (0 o 1 ciclo de reloj)

## Reconstrucción

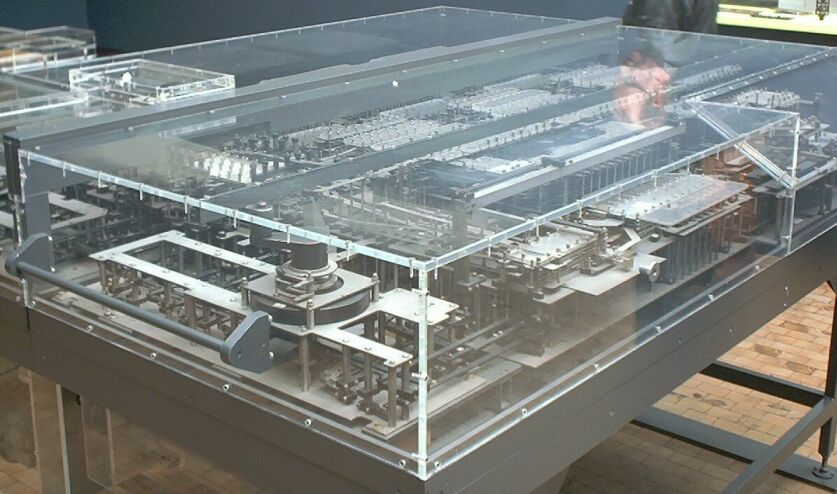
Reconstrucción de la Z1.

La Z1 original fue destruida en 1943 por los ataques aéreos aliados, pero en 1986 y apoyado por la Universidad Libre de Berlín, Zuse decidió reconstruir el dispositivo. Los primeros bocetos de la reconstrucción de la Z1 fueron dibujados en 1984. Zuse la construyó (con la ayuda de dos estudiantes de ingeniería) usando algunas piezas de la original, miles de elementos de la Z1 nuevos, y terminó de reconstruir el dispositivo en 1989. La Z1 reconstruida (en la imagen) se muestra en el Museo Alemán de Tecnología en Berlín.

"Hay una réplica de este modelo en el Museo de Tráfico y Tecnología de Berlín. La máquina original no funcionaba bien, y en ese sentido, la réplica es también muy fidedigna, y tampoco funciona bien".
Konrad Zuse

## Otras lecturas
- Zuse, Konrad (1993). The Computer - My Life. Springer-Verlag. ISBN 978-3-540-56453-9.
- Rojas, Raul (8 de marzo de 2016). «The Design Principles of Konrad Zuse's Mechanical Computers». arXiv:1603.02396. El papel describe los principios de diseño de Zuse Z1.